# Selenia vsignata
Selenia vsignata là một loài bướm đêm trong họ Geometridae.